# 圣索沃尔-德皮埃尔蓬
圣索沃尔-德皮埃尔蓬（法語：Saint-Sauveur-de-Pierrepont，法語發音：[sɛ̃ sovœʁ də pjɛʁpɔ̃]）是法国芒什省的一个市镇，属于库唐斯区。

## 地理
圣索沃尔-德皮埃尔蓬（49°20'8"N, 1°35'39"W）面积8.18 平方千米，位于法国诺曼底大区芒什省，该省份为法国西北部沿海省份，西、北、东北三面环大西洋，东起顺时针与卡爾瓦多斯省、奧恩省、马耶讷省和伊勒-维莱讷省接壤。
与圣索沃尔-德皮埃尔蓬接壤的市镇（或旧市镇、城区）包括：康维尔拉罗克、卡特维尔、多维尔、博蒙地区讷维尔、圣尼古拉-德皮埃尔蓬、滨海巴伊港、拉艾。

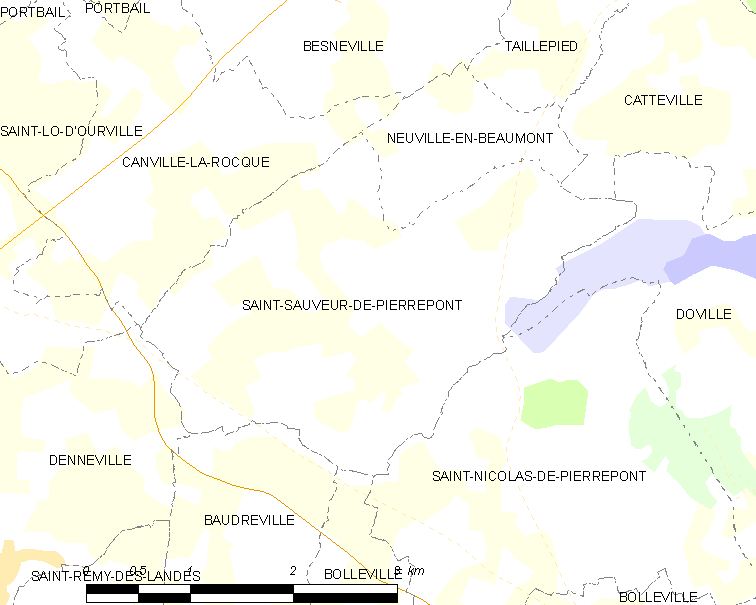
圣索沃尔-德皮埃尔蓬的OSM定位图

圣索沃尔-德皮埃尔蓬的时区为UTC+01:00、UTC+02:00（夏令时）。

## 行政
圣索沃尔-德皮埃尔蓬的邮政编码为50250，INSEE市镇编码为50548。

## 政治
圣索沃尔-德皮埃尔蓬所属的省级选区为克雷昂斯县。

## 人口

1962-2008年间圣索沃尔-德皮埃尔蓬人口变化图示

圣索沃尔-德皮埃尔蓬于2022年1月1日时的人口数量为122人。